# Philips Records
Philips Records é uma gravadora fundada pela companhia de eletrônicos neerlandesa Philips. Teve início como "Philips Phonographische Industrie" em 1950, lançando gravações de artistas populares de diversas nacionalidades, além de artistas clássicos da Alemanha, França e Holanda. A Philips também distribuía na Europa gravações da Columbia Records feitas nos Estados Unidos. Com a divisão da Columbia Records em filiais Estadunidense e Britânica no final de 1954, o selo assumiu também a distribuição no Reino Unido.
No final da década de 1950, a Philips criou um selo subsidiário, Fontana Records, e outro, CBS Records, em 1961, depois que a Columbia estruturou suas próprias operações internacionais. Em 1962 a Philips Records e a Deutsche Grammophon foram fundidas no empreendimento conjunto Phonogram Records, que tornaria-se posteriormente  a PolyGram. Em 1963, a Philips adquiriu a Mercury Records.
Na década de 1980 foi formada a Philips Classics Records para a distribuição de artistas clássicos. Em 1983, a Polygram/ Philips tornou-se a primeira gravadora a lançar Compact Discs.
A Philips Records comprou a MCA Music Group, em 1998/ 1999 formando a  Universal Music, estando o nome licenciado por sua antiga proprietária. Em 1999, o selo Philips Classics foi absorvido pelo Decca Music Group, enquanto o catálogo pop é gerenciado pela Mercury.

## No Brasil
A Philips iniciou suas atividades discográficas no Brasil ao adquirir a Companhia Brasileira de Discos - CBD, em 1958 (empresa com 13 anos de existência). A CBD era de 1945, época em que foi fundada a Sociedade Interamericana de Representações, Sinter, responsável pelo lançamento do primeiro long-play fabricado no Brasil. Em 1955, a Sinter passou a se chamar CBD. No ano seguinte, iniciou a fabricação de discos de 12 polegadas e, em 1957, foi a pioneira no Brasil com o disco estereofônico.
Os primeiros discos com selo Philips começam a aparecer em 1962. Na mesma década , a gravadora havia comprado o selo Elenco. Posteriomente, em 1972 tornou-se Polygram e reuniu artistas como Tom Jobim, Cazuza, Sílvio Brito, Raul Seixas, Nara Leão, e Caetano Veloso.